# Snow on the Sahara (album)
Snow on the Sahara o Anggun (nella versione in lingua inglese) o Au nom de la lune (nella versione in lingua francese) è il primo album in studio pubblicato sul mercato internazionale dalla cantante indonesiana Anggun. Il disco è uscito nel giugno 1997 in Francia, mentre le altre versioni sono uscite dalla fine del 1997 al 1999 in altri Paesi.

## Tracce
Edizione internazionale (Snow on the Sahara)
1. Snow on the Sahara – 4:18 (Erick Benzi, Nikki Matheson)
2. Le départ – 0:29 (Erick Benzi)
3. Over Their Walls – 3:12 (Erick Benzi, Nikki Matheson)
4. On the Breath of an Angel – 3:31 (Nikki Matheson, Jacques Veneruso, Anggun)
5. A Rose in the Wind – 4:24 (Erick Benzi, Nikki Matheson)
6. Gita – 0:28 (Anggun, Erick Benzi)
7. Memory of Your Shores – 3:59 (Erick Benzi, Nikki Matheson, Nicolas Mingot)
8. My Sensual Mind – 4:32 (Erick Benzi, Nikki Matheson)
9. Blanca – 0:41 (Erick Benzi)
10. Valparaíso – 3:56 (Erick Benzi, Nikki Matheson)
11. Selamanya – 2:21 (Anggun, Erick Benzi)
12. By the Moon – 4:09 (Erick Benzi, Nikki Matheson)
13. Pluies – 0:55 (Jacques Veneruso)
14. Dream of Me – 4:01 (Jacques Veneruso, Nikki Matheson)
15. Secret of the Sea – 4:16 (Erick Benzi, Nikki Matheson)
16. Life on Mars? (David Bowie cover) – 4:10 (David Bowie)

Edizione francese (Au nom de la lune)
1. La neige au Sahara – 4:18 (Erick Benzi, Nikki Matheson)
2. Le départ – 0:29 (Erick Benzi, Nikki Matheson)
3. Plus fort que les frontières – 3:12 (Erick Benzi, Nikki Matheson)
4. À la plume de tes doigts – 3:31 (Jacques Veneruso, Anggun)
5. La rose des vents – 4:24 (Erick Benzi, Nikki Matheson)
6. Gita – 0:28 (Anggun, Herve Teboul)
7. La mémoire des rochers – 3:59 (Nicolas Mingot, Erick Benzi)
8. La ligne des sens – 4:32 (Erick Benzi, Nikki Matheson)
9. Blanca – 0:41 (Erick Benzi, Nikki Matheson)
10. Valparaíso – 3:56 (Erick Benzi, Nikki Matheson)
11. Selamanya – 2:21 (Erick Benzi, Anggun)
12. Au nom de la lune – 4:09 (Jacques Veneruso)
13. Pluies – 0:55 (Jacques Veneruso)
14. De soleils et d'ombres – 4:01 (Jacques Veneruso)
15. Always – 4:16 (Erick Benzi, Nikki Matheson)
16. Ceria – 0:49 (Erick Benzi, Nikki Matheson)

## Classifiche
| Classifica (1997-99) | Posizione raggiunta |
| -------------------- | ------------------- |
| Finlandia            | 40                  |
| Italia               | 7                   |
| Malaysia             | 4                   |

### Au nom de la lune
| Classifica (1997) | Posizione raggiunta |
| ----------------- | ------------------- |
| Francia           | 34                  |